# とびだせ どうぶつの森
『とびだせ どうぶつの森』（とびだせ どうぶつのもり、英題: Animal Crossing: New Leaf, ACNL）は、任天堂より2012年11月8日に発売されたニンテンドー3DS用ゲームソフト。どうぶつの森シリーズの第6作目。アメリカでは2013年6月9日に、ヨーロッパでは2013年6月14日にそれぞれ発売された。2016年11月2日に配信された更新データによりタイトルが『とびだせ どうぶつの森 amiibo+』（とびだせ どうぶつのもりアミーボプラス、英題: Animal Crossing: New Leaf - Welcome amiibo）に変わり、2016年11月23日には同タイトルのパッケージ版も発売された。略称は「とび森」。

## 概要
どうぶつたちが暮らす村の住人になって自由に過ごせるゲームシリーズの第6作目。今作では、プレイヤーが村長となって村づくりを行うことができる。
その村づくり方法の一つに「公共事業」がある。従来シリーズでは屋外を自分好みにアレンジできる要素は限られていたが、公共事業によって、橋やベンチなどの多様な公共物を村内で自由に設置することが可能になった。また、「条例」を制定することで、村内の店の開店時間を早める、閉店時間を遅らせるといったことなど、各自のプレイスタイルに合った設定に変更できる。
ニンテンドー3DS本体の様々な通信機能に対応している。過去作の『おいでよ どうぶつの森』のように本体を持ち寄ってローカル通信を行い他の村と行き来できるほか、インターネットに接続して見知らぬ相手の村を訪れることもできる。また、「すれちがい通信」により村の外にある住宅展示場に他のプレイヤーのモデルハウスが建ち、その内装を見ることができる。村から離れた場所にある「島」ではローカル通信やインターネット通信を用いて複数人で遊べるミニゲームの要素もある。
2016年3月17日には、既存のゲームソフトの価格を改定した「ハッピープライスセレクション」の1つとして本作が再発売。2016年11月2日には、多くの新要素を含む更新データ Ver. 1.4が配信されてタイトルが『とびだせ どうぶつの森 amiibo+』（以下、『amiibo+』）となり、2016年11月23日には更新データを反映した同名のパッケージ版も発売された。
本作では、コクヨ、セブン-イレブン、サンリオ、不易糊工業といった異業種の企業とコラボレーションし、各社の製品やキャラクターがモチーフになったアイテムをゲーム内で配信する試みも行われている。
日本ゲーム大賞2013にて「年間作品部門大賞」を受賞。また、第18回AMDアワードでは「優秀賞」を受賞している。
「ハッピープライスセレクション」、「amiibo+」を含めた日本国内の販売本数は500万本以上と、日本国内のニンテンドー3DSソフトで販売本数1位かつ唯一の500万本越えを記録したソフトである。

## システム
ここでは、今作の新要素を主に記述する。基本的な内容は「どうぶつの森シリーズ」を参照。

### プレイヤー関連
本作以降、プレイヤーキャラクターやどうぶつたちの頭身が過去作に比べて少し上がっている。
ファッション
プレイヤーが着用できる服は、これまでのシリーズでは上半身だけだったが、今作では「トップス」「ボトムス」「ワンピース」の3種類になり、さらに「靴」と「靴下」を履けるようになった（裸足になることも可能）。これらは男女を問わず着用できる。
マイデザイン
洋服やインテリアなどに用いることができる「マイデザイン」は、画面上のパレットに置いた15色から色を選んで作成する。また、服の多くのパーツをデザインできる「PROデザイン」は、従来の「半そで」に加え「長そで」「ノースリーブ」「帽子」も対象になった。作成したマイデザインはQRコードに変換でき、これを読み込むことで他のプレイヤーも使用できるようになる。
アイテム
「マリンスーツ」と「メガホン」が新たに登場。マリンスーツは、着用することで海を泳いたり素潜りしたりできるようになる。メガホンは、使用時にニンテンドー3DS本体のマイクに向かってどうぶつの名前を呼ぶことで、そのどうぶつが反応を返してくる。

### 村
村の地形は、これまでのシリーズと同様、データごとに全て異なる。ゲーム開始時に示される4枚の地図から1つを選ぶことでプレイヤーが暮らす村の地形が決定される。駅（掲示板）・線路・踏切の位置のみ、全ての村で共通。
家
前作までは既存の家をプレイヤーが選ぶ形だったが、本作では自分の好きな場所に家を建てることができる。また、後述の「たぬきハウジング」で注文すると家の外観（エクステリア）を変更できる。室内では視点を90度ずつ変えられる。家の中には、自身を含めプレイヤーが4人まで同時に入ることができる。
広場
村の様々なイベントが行われる場所。村の外からやってきたどうぶつがテントを張って営業を行うこともある。ゲームの冒頭では村長となったプレイヤーが広場の中央にシンボルツリーを植樹する。
駅
他の村に出かけたり、自分の村に誰かを招いたりする際の玄関口。利用するには後述の証明写真BOXで「ソパカ」（村民パスカード）用の写真を撮っておく必要がある。条件を満たすことで改築も可能となる。駅のイメージカラーは複数ある。
役場
村長秘書と窓口受付を務める「しずえ」から村に関する様々なアドバイスを受けたり、プレイヤーが部屋の奥にある村長のイスに座り公共事業や条例の制定を行ったりすることができる。条件を満たすことで改築も可能となる。なお、村のイベント等でしずえが役場の外にいる場合は閉鎖される。前作までは「住民課」と「郵便課」の2つの窓口があったが、本作で郵便課が「郵便局」として独立（後述）したため、窓口は1つのみとなっている。また、外観デザインは複数あり、建物自体も前作に比べ若干小さくなっている。
公共事業
様々な施設や公共物を村内に設置できる。設置には十分な広さの土地が必要。一部施設は一度建設すると撤去できない。公共事業の種類は、村民からの要望を受けた際や特定の条件を満たした場合に追加される。
完成させるには、建設予定地で募金を行っている「ハニワくん」に建設費用を全額支払う必要がある。村の住人も少額ながら募金に協力するほか、村を訪れた他のプレイヤーも募金することができる。建設中は他の公共事業を行う事ができない。
条例
村民の活動時間や店の営業時間などを変更できる。以下の4つのうちから1つを選んで制定する。
- 美しい村 - 長期間ゲームをプレイしなかった際に現れるゴキブリやゴミが、この条例により出なくなる。また、村内で雑草が生えにくくなり、花が枯れなくなる。
- 朝型の村 - 村民の起床時間や店の開店時間が早くなる。
- 眠らない村 - 村民の就寝時間や店の閉店時間が遅くなる。
- リッチな村 - 店の商品が高額になるが、後述のR・パーカーズでの買取価格も高くなる。

R・パーカーズ
「リサ」と「カイゾー」が営業しているリサイクルショップ。
リサは、家具や洋服などの買取や店内のフリーマーケットスペースへの出品受付を行う。また、カブ価（日々変動する「カブ」の価格）の情報提供やカブの買取も行っている。
カイゾーは、家具やかせきなどのリメイクを担当している。また、鉱石の一種である金鉱石を渡すと特別な家具を作成する。
交番
落し物の保管や村を訪れているキャラクターの情報提供を行う場所。中にいる「おまわりさん」は、交番の外観を「モダン」と「クラシック」のどちらにしたかによってそれぞれ「おまわりさんA（柴犬）」「おまわりさんB（ブルドッグ）」のいずれかが配属される。公共事業で設置する。
きっさ ハトの巣
「マスター」が経営する喫茶店。常連になるとコーヒーのテイクアウトや店でのアルバイトができるようになる。店には時折、村の住人も訪れる。公共事業で設置する。
リセット監視センター
「リセットさん」と「ラケットさん」が控える地下施設。この施設があると、セーブをせずにゲームを終了した際、次回起動時にリセットさんがプレイヤーの前に現れ説教するようになる。地面に設置されたマンホールの蓋が開いている時のみ中に入ることができる。公共事業で設置する。
キャンプ場
村の外から来たどうぶつがテントを張りキャンプをすることがある。どうぶつに話しかけると、アイテムを賭けてミニゲームをしたり自分の村に引っ越すよう勧誘したりできる。季節が冬の時はテントの代わりにイグルーが作られる。公共事業で設置する。
オートキャンプ場
『amiibo+』より追加された施設。詳細は後述の「『amiibo+』での主な追加要素」の項を参照。

### 商店街
村の北側に広がる商店街には以下の建物が立地している。その並びは博物館を除きどの村も同じ（博物館は海岸と反対側の端にある）。店の営業時間は条例によって数時間ずらすことができる。
たぬきハウジング
「たぬきち」が経営している不動産会社。前作までは、たぬきちは不動産業と雑貨販売業の両方を経営（後述）していたが、本作では不動産業を専業とする。家の改築や外装（エクステリア）の変更を請け負っている。ゲームを進めると「ハッピーホームアカデミー」の特設カウンターが設置され、「ホンマさん」から部屋の内装の評価やアドバイスを受けることができる。ある条件を満たすと、内装と外装の総合的な出来を審査する「テーマチャレンジ」も行われるようになる。
まめつぶ商店 / コンビニまめつぶ / スーパーまめつぶ / ホームセンターまめつぶ / まめつぶデパート
「まめきち」と「つぶきち」が経営する雑貨店。前作までは「たぬきち」が不動産業と雑貨販売業の両方を経営していた（前述）が本作では雑貨販売業をまめきち・つぶきちが受け継ぐ形で独立。様々なアイテムの販売・買い取りを行う。ゲームの進行状況に応じて店の改築が行われ規模が大きくなっていく。営業時間は店の種類によって異なる。
グレイシーグレース
まめつぶデパートの3階で「グレース」が営業するブランドショップ。店頭には高額なアイテムが並ぶ。品揃えは四半期に一度変わる。
園芸店
「レイジ」が営業する園芸店。村内に植えることができる種苗や植物育成に用いる園芸用品などを扱う。ホームセンターまめつぶができた後はその店内に移設される。
エイブルシスターズ
「あさみ」「きぬよ」「ケイト（ことの）」が営む仕立て屋。服やアクセサリーを販売しているほか、「PROデザイン」を作成できる。自分が描いたマイデザインのQRコード化もここで行う。
ビューティーサロン スピーディ
エイブルシスターズの2階で「カットリーヌ」が営業する美容院。ゲームを進めるとオープンする。カットリーヌの質問に答えることで自分の髪型や髪の色を変更できる。また、カラーコンタクトレンズを使って目の色を変えたり、ニンテンドー3DS本体に登録されているMiiの顔に変更したりすることもできる。
Shoe Shank（シュー シャンク）
「シャンク」が経営する靴屋。ゲームを進めるとオープンする。靴と靴下を販売している。
博物館
様々な展示物を閲覧できる施設。1階では「フータ」が、2階では「フーコ」が案内役を務める。1階の展示室ではプレイヤーが寄贈した様々なものが展示される。また、入手した絵画やかせきの鑑定をフータに依頼することもできる。2階にはアイテムを自由に展示できる「企画展示室」と特別なアイテムを販売する「ミュージアムショップ」がある。2階は公共事業によりオープンする。
ハッピーホーム展示場
すれちがい通信ですれ違ったプレイヤーの家を見ることができる住宅展示場。「ケント」が案内役を務める。最大48軒の家がモデルハウスとして建ち並ぶ。内部の家具は、一部を除き通常よりも割高の価格で購入できる。通信中は中に入れない。
郵便局
「ぺりこ」と「ぺりみ」が業務を行う郵便局。前作までは「郵便課」として役場の役割だったが、”民営化”により本作では郵便局として独立・復活（『e+』までは郵便局があった）した。村の住人や未来の自分へ向けた手紙の送付や、自分宛の手紙の保存、インターネット配信されている特別なアイテムの受け取りを行うことができる。入り口付近に設置されたATMではベルの入出金や住宅ローンの返済ができる。
クラブ444（ししょー）
元芸人の「ししょー」が運営するクラブ。ゲームをある程度進めるとオープンする。PM 8:00以降、毎週土曜日には「とたけけ」によるギターライブが、それ以外の曜日には「DJ K.K」によるDJライブが行われる。ライブ前の時間帯にししょーに食べ物を差し入れると、ししょーのネタ（リアクション）を教わることができる。
夢見の館
「ゆめみ」が営業するリラクゼーションサロン。店内のベッドで眠ることで、インターネットを介して他の村を訪れることができる。夢の中の出来事なので、訪問先でどのような行動をとっても元データが改変されることはない。また、自分の村のデータをアップロードすることもできる。公共事業で設置する。通信中は中に入れない。
2024年4月9日に3DSオンラインプレイサービスが終了したことに伴い、他人の村の夢を見に行ったり自分の村の夢を公開したりすることが不可能となった。
占いの館
「ハッケミィ」がプレイヤーの運勢を占う館。一日に一回利用でき、運気を上げるアイテムの情報も聞くことができる。公共事業で設置する。通信中も占ってもらえるが運勢は変わらない。
証明写真BOX
身分証明書の「ソパカ」（村民パスカード）に用いる写真を撮影できる。確定させるまで何度でも撮り直しができる。通信中は利用できない。

### 島
ある程度ゲームが進行すると、船に乗って海を渡り「島」へ行くことができる。この島では、村では見られないムシ、サカナ、フルーツなどが手に入るほか、売店にも珍しい品物が並んでいる。また、豊富な種類の「ツアー」（ミニゲーム）を遊ぶ事もできる。ツアーをクリアすると、売店で品物を購入する際に用いるメダルを入手できる。このメダルを50枚集めて「クラブ・コトブキ」に入会することで、インターネットにつないで他のプレイヤーと共に遊べることが出来たが2024年4月9日のオンラインサービス終了に伴って終了した。
『大乱闘スマッシュブラザーズ』シリーズ（『for Nintendo 3DS』『SPECIAL』）では、この「島」をモチーフとした対戦ステージ「コトブキランド」が登場する。

### 『amiibo+』での主な追加要素
amiiboへの対応
ゆうたろう
「ゆうたろう」がランプの精（前作では幽霊）として前作以来の再登場。どうぶつの森シリーズのamiiboカードを読み込むことで、ゆうたろうが、カードに描かれたどうぶつに変身する。この状態のゆうたろうに話しかけるとアイテムや「ふるさとチケット」（後述）を入手できるほか、勧誘することで元となったどうぶつ本人が村に引っ越してくる。また、どうぶつの森シリーズのフィギュア型amiiboを読み込むと、ゆうたろうがそのどうぶつに変身して仕事の代わりを務め、元となったどうぶつは休暇をとって後述のオートキャンプ場でくつろぐようになる。
オートキャンプ場
新キャラクター「パニエル」が運営するキャンプ場。通常のキャンプ場とは別の施設。本来は期間限定イベントでしか登場しないどうぶつたちがキャンピングカーでやってくる。また、「『とびだせ どうぶつの森 amiibo+』amiiboカード」を読み込むことでカードに描かれたどうぶつが現れる。オートキャンプ場にある家具は「ふるさとチケット」（後述）を用いて購入できる。
なお、どうぶつの森シリーズのamiibo以外に、「スプラトゥーンシリーズ」「ゼルダの伝説シリーズ」「モンスターハンター ストーリーズシリーズ」「大乱闘スマッシュブラザーズシリーズ（むらびと、リンク、ゼルダ、シーク、ガノンドロフ、トゥーンリンク）」のamiiboにも対応している。
amiiboカメラ
村のどうぶつやどうぶつの森シリーズのamiiboを用いて呼び出したどうぶつと共に写真を撮ることができる。この写真はニンテンドー3DS用の画像投稿ツールを用いてSNS上にアップすることもできる。

くらしサポート
ごみ拾いや虫の採集など、村で様々な活動を行うことで「ふるさとチケット」をもらうことができる。このチケットはオートキャンプ場での家具購入時に必要となるほか、郵便局のATMで換金することもできる。
新たな家具
オートキャンプ場では、以前のバージョンには無かった様々な家具を購入できる。
また、ゲーム内で別のゲームを遊べる家具として「Wii U」「Newニンテンドー3DS」が追加。「Wii U」では『どうぶつの森 amiiboフェスティバル』収録のミニゲーム「無人島脱出ゲーム」を、「Newニンテンドー3DS」では任天堂発売のアクションパズルゲーム『パネルでポン』を基にした「どうぶつの森パネポン」をプレイできる。
隠し倉庫
たぬきハウジングで注文することで、自分の家に、家具を大量に収納できる「隠し倉庫」を増築できる。増築後は「タクミ」から部屋の模様替えについてのセミナーを受けられる。
ハッピーホーム連動
『どうぶつの森 ハッピーホームデザイナー』のセーブデータがある場合、本作と連動させることで、まめきちとつぶきちの店のカタログから様々な巨大家具を注文できるようになる。また、「たぬきハウジングのもけい」がプレイヤーの家のポストに届く。

## 発売後の状況
本作は、2012年11月8日の発売直後から過去作を超える勢いで売れ、全国各地でパッケージ版およびダウンロードカードの品切れが続出した。これを受け、任天堂は公式Twitter上で出荷情報の告知を行い、2012年11月30日にはソフトの生産に関して社長自らが事情を説明する動画を公開した。この動画内では、本作で使用されているNAND型フラッシュメモリが、一般的なニンテンドー3DS用ソフトに使われる「MLC-NAND型」ではなく、大容量のデータを高速で処理できるが生産に時間を要する「SLC-NAND型」を使用しているため、供給が追いつかない状態になっていると説明された。その後この問題は解消され、以降、さらに売り上げを伸ばすこととなった。

## 攻略本
『任天堂公式ガイドブック とびだせ どうぶつの森』（2012年12月21日発売、小学館、ISBN 4092271638)
『とびだせ どうぶつの森 かんぺきガイドブック』（2012年12月31日発売、エンターブレイン、ISBN 4047286680)
『とびだせ どうぶつの森 超完全カタログ』（2012年12月21日発売、徳間書店、ISBN 4198635390）
『とびだせ どうぶつの森 ザ・コンプリートガイド』（2012年12月21日発売、アスキー・メディアワークス、ISBN 4048912038)
『とびだせ どうぶつの森 amiibo+ ザ・コンプリートガイド』（2016年12月1日発売、KADOKAWA、ISBN 4048926462）

## 漫画作品
とびだせ どうぶつの森（コーヘー）
『別冊コロコロコミック』（小学館）2012年10月号から2015年6月号で連載。
1. 2014年3月25日発売 ISBN 9784091417121
2. 2015年8月28日発売 ISBN 9784091420176

とびだせ どうぶつの森 はりきり村長イッペー!（大崎亮平）
『コロコロイチバン!』（小学館）2013年7月号から2020年4月号まで連載。主人公はイッぺー（男の子）で、村の名前はイチバン村、特産はオレンジ、主な住民はキング（パートナー）、チャンプ、ジャン。なお、翌月の5月号からは『あつまれ どうぶつの森』を原作とした『あつまれ どうぶつの森 とことん!イチバン島』の連載を開始している。
1. 2014年3月25日発売 ISBN 9784091417800
2. 2015年2月27日発売 ISBN 9784091418937
3. 2015年11月27日発売 ISBN 9784091420978
4. 2016年8月26日発売 ISBN 9784091421920
5. 2017年7月28日発売 ISBN 9784091424105
6. 2018年8月28日発売 ISBN 9784091427441
7. 2019年10月28日発売 ISBN 9784091430892 ※『どうぶつの森 ポケットキャンプ』を題材とした内容で「ポケットキャンプ編」の副題がついている

とびだせどうぶつの森 るっこ村長のぴこぷり村日記（霜風るみ）
単行本化はされていない。主人公はるっこ（女の子）で、村の名前はぴこぷり村。『ぴこぷり』で2012年から連載されていた。2020年春号からは『あつまれ どうぶつの森』を題材とした『あつまれ どうぶつの森 るっこの無人島日記』の連載を開始している。

とびだせ どうぶつの森 みんなでせせらぎ村ライフ（村上ゆみ子）
『キャラぱふぇ』『別冊キャラぱふぇコミック』『キャラぱふぇゲームSpecial』（いずれもKADOKAWA）で2012年から2015年の期間に掲載。
- 『とびだせ どうぶつの森 みんなでせせらぎ村ライフ』 2014年12月19日発売、 KADOKAWA、 ISBN 9784048691499

とびだせ どうぶつの森 とんぼ村だより ベストセレクション（霜風るみ）
2014年4月30日発売、KADOKAWA/エンターブレイン、ISBN 4047295949
他、『どうぶつの森 ホヒンダ村だより』の10～12巻が『とびだせ』編である。